# Пречупване
Пречу̀пване или рефрàкция е промяна в посоката на една вълна при изменение на параметрите на средата на разпространение, водещо до промяна на нейната скорост. Явлението се наблюдава най-често при преминаване от една среда в друга или при преминаване в същата среда с променени параметри: диелектрична или магнитна проницаемост. Рефракцията съществува при всички видове вълни. Примери за това са преминаването на звукова, светлинна или радиовълна от една среда в друга или когато водните вълни преминават на различна дълбочина.
Пречупването на светлината е частен случай на рефракция. Тъй като при преминаването през границата въздух – стъкло се наблюдава пречупване на светлината, ефектът е бил използван за създаване на оптичните лещи и лежи в основата на действие на всички оптични уреди. Той обяснява и редица светлинни явления като небесната дъга, миражите, разлагането на бялата светлина на цветове при преминаването ѝ през призма и др.

## Основни понятия

### Принцип на Ферма
Принципът на Ферма̀ гласи: вълните се разпространяват в пространството по път, по който това става за минимално време.  Законът на Снелиус следва директно от този принцип.

### Коефициент (показател) на пречупване
Коефициент на пречупване на веществото (средата) е физична величина, равна на отношението на скоростите на светлината във вакуум ({\displaystyle c}) и в средата на разпространение ({\displaystyle v}): {\displaystyle n={\frac {c}{v}}}. За електромагнитни вълни (например светлината) показателят на пречупване може да бъде изразен и като корен квадратен от произведението на магнитната ({\displaystyle \mu }) и диелектричната ({\displaystyle \varepsilon }) проницаемост на средата: {\displaystyle n={\sqrt {\varepsilon \mu }}}.
Коефициентът на пречупване зависи от свойствата на веществото и от дължината на вълната на излъчването. Съществуват оптично анизотропни вещества, в които показателят на пречупване зависи от посоката на разпространение и поляризацията на светлината. За измерване на коефициента на пречупване се използват рефрактометри.

### Лъчи и ъгли
Физичните величини, отнасящи се за първата среда (в която е разположен източникът на светлина),  се означават с индекс 1, а тези, които се отнасят за втората – с индекс 2. Тогава:
- {\displaystyle n_{1}} е коефициентът на пречупване на първата среда;
- {\displaystyle \theta _{1}} е ъгълът на падане;
- {\displaystyle n_{2}} е коефициентът на пречупване на втората среда;
- {\displaystyle \theta _{2}} е ъгълът на пречупване.

### Закон на Снелиус
Качественото описание на пречупването на светлината на границата на две среди се дава от следните зависимости:
- при преминаване на светлинен лъч от оптично по-рядка (с по-малък коефициент на пречупване) в оптично по-плътна среда (с по-голям коефициент на пречупване) ъгълът на пречупване е по-малък от ъгъла на падане;
- при преминаване на светлинен лъч от оптично по-плътна в оптично по-рядка среда ъгълът на пречупване е по-голям от ъгъла на падане.

Точната количествена зависимост при пречупването на светлината се описва от закона на Снелиус – отношението на коефициентите на пречупване е равно на отношението на скоростите на разпространение на вълната в двете среди и реципрочното отношение на техните коефициенти на пречупване:
{\displaystyle {\frac {\sin \theta _{1}}{\sin \theta _{2}}}={\frac {v_{1}}{v_{2}}}={\frac {n_{2}}{n_{1}}}}
или
{\displaystyle n_{1}\sin \theta _{1}=n_{2}\sin \theta _{2}\ }.
Законът е открит през 1621 г. от холандския математик Вилеброрд Снел, известен също и с латинското име Снелиус.
В случая, когато светлинният лъч преминава от оптически по-плътна в оптически по-рядка среда, при определен ъгъл на падане {\displaystyle \theta _{1}}, наречен граничен, ъгълът на пречупване {\displaystyle \theta _{2}} става равен на 90 градуса, следователно
{\displaystyle n_{1}\sin \theta _{1}=n_{2}\,}.
Тогава нямаме пречупена вълна, а само отразена, което е в сила при всички ъгли на падане, по-големи от граничния ъгъл. Това явление се нарича пълно вътрешно отражение.

## Атмосферна рефракция
Явлението характеризира разпространението на електромагнитните вълни в атмосферата. Атмосферата е нееднородна среда и при изменение на нейната диелектрична или магнитна проницаемост се изменя коефициентът на пречупване и посоката на разпространение на вълната. Тези изменения стават плавно и траекторията на вълната плавно се променя, доближавайки се до крива линия. Така вълните в тропосферата се движат по криволинейни траектории, чиято посока и радиус зависят от това как се променя коефициентът на пречупване. Той се изменя слабо с промяна на височината – едва след петия или четвъртия десетичен знак. Затова се въвежда спомагателният параметър индекс на пречупване 
{\displaystyle N=(n-1).10^{6}}.
Ако индексът на пречупване нараства с увеличаване на височината {\displaystyle \left({\frac {dN}{dh}}>0\right)}, траекториите на вълните са изпъкнали надолу, обратно на кривината на земята и разстоянието на пряка видимост намалява. Такава рефракция се нарича отрицателна. Наблюдава се рядко, обикновено при снеговалеж.
При непроменящ се индекс на пречупване с изменение на височината {\displaystyle \left({\frac {dN}{dh}}=0\right)}, вълните се движат по праволинейни траектории и има нулева рефракция. Разстоянието на пряка видимост не се изменя:
{\displaystyle r_{0}[km]=3,57\left({\sqrt {h_{1}[m]}}+{\sqrt {h_{2}[m]}}\right)},
където {\displaystyle h_{1}} и {\displaystyle h_{2}} са височините от земята на точките на излъчване и приемане на вълната, например височините на предавателната и приемната антени.
Ако индексът на пречупване намалява с нарастване на височината {\displaystyle \left({\frac {dN}{dh}}<0\right)}, траекториите на вълните са изпъкнали нагоре, съвпадат с кривината на земята и разстоянието на пряка видимост за вълната се увеличава. Такава рефракция се нарича положителна и е най-често срещаната.
При нормални атмосферни условия (в нормална тропосфера) за въздуха над повърхността на земята {\displaystyle n=1,000338;} {\displaystyle N=338}, а плътността на атмосферата, диелектричната проницаемост, коефициентът и индексът на пречупване намаляват с нарастване на височината {\displaystyle \left({\frac {dN}{dh}}<0\right)}. Такава положителна рефракция се нарича нормална. Вълните се разпространяват по криволинейни траектории с радиус 25000 км, изпъкнали нагоре, които съвпадат с кривината на земята и разстоянието на пряка видимост се увеличава на 
{\displaystyle r_{0}[km]=4,12\left({\sqrt {h_{1}[m]}}+{\sqrt {h_{2}[m]}}\right)}.